# United Farm Workers

Flagge der UFW mit aztekischem Adler (Manuel Chavez 1962)

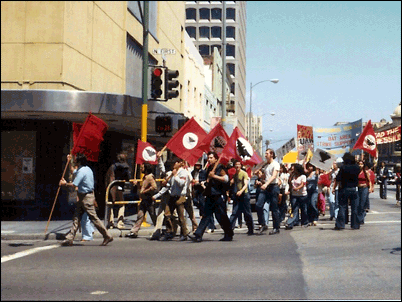
Demonstration der United Farm Workers

Die United Farm Workers Union (UFW, kurz: United Farm Workers, bis 1972: United Farm Workers of America) sind eine um 1965 entstandene US-amerikanische Gewerkschaft der Saison- und Landarbeiter.

## Geschichte
Erste Bestrebung zur Gründung der United Farm Workers gehen auf die Nachbarschaftshilfe in den von mexikanischen Zuwanderern geprägten Vierteln im Großraum von San José und deren Organizing durch César Chavez und Fred Ross in den 1950er Jahren zurück. Durch die Solidarisierung mit dem Streik der prekär beschäftigten Traubenpflücker in Delano kam es 1965 zur Vereinigung der von Chávez und Dolores Huerta geführten Arbeitsrechtsorganisationen National Farm Workers Association (NFWA) und des Agricultural Workers Organizing Committee (AWOC) des philippinisch-stämmigen Larry Itliong zur Gründung der United Farm Workers of America.
1962 wurde die Gewerkschaft als United Farm Workers Union Mitglied im Gewerkschaftsverband American Federation of Labor and Congress of Industrial Organizations (AFL-CIO) und wechselte 2005 in den Dachverband Change to Win über.

## Profil
Die United Farm Workers zeichnet seit ihrer Gründung die, teils branchenbedingte, migrantisch geprägte Mitgliederschaft aus. Die Gewerkschaft war mithin die erste Nachkriegsorganisation zur signifikanten Organisation von arbeitenden Frauen sowie südamerikanischer und asiatischer Arbeitsmigranten.
Darüber hinaus hat sich die Gewerkschaft den gewaltfreien Prinzipien Mahatma Gandhis und Martin Luther King Jr. verpflichtet. Im Unterschied zu benachbarten Gewerkschaften gehen die Forderungen der UFW jedoch vielfach über deren Verhandlungen zu Lohn und Arbeitsbedingungen hinaus. So beteiligten sich die UFW an Solidaritätsstreiks zur Unterstützung der US-amerikanischen Bürgerrechtsbewegung und der Beschäftigten in benachbarten Berufsgruppen wie der Gig Economy und dem Versand- und Einzelhandel.